# Konståret 1850

## Händelser

### Okänt datum
- Francisco de Goyas gravyrer, Proverbios, publiceras efter hans död.
- Edouard Pingret flyttar till Mexico City.

## Priser
- Prix de Rome, målning: William-Adolphe Bouguereau, Paul Baudry.
- Prix de Rome, skulptur: Charles Gumery – La Mort d'Achille.
- Prix de Rome, arkitektur: Victor Louvet
- Prix de Rome, musik: J.A. Charlot.

## Verk
- Nils Blommér
  - Näcken och Ägirs döttrar
  - Ängsälvor

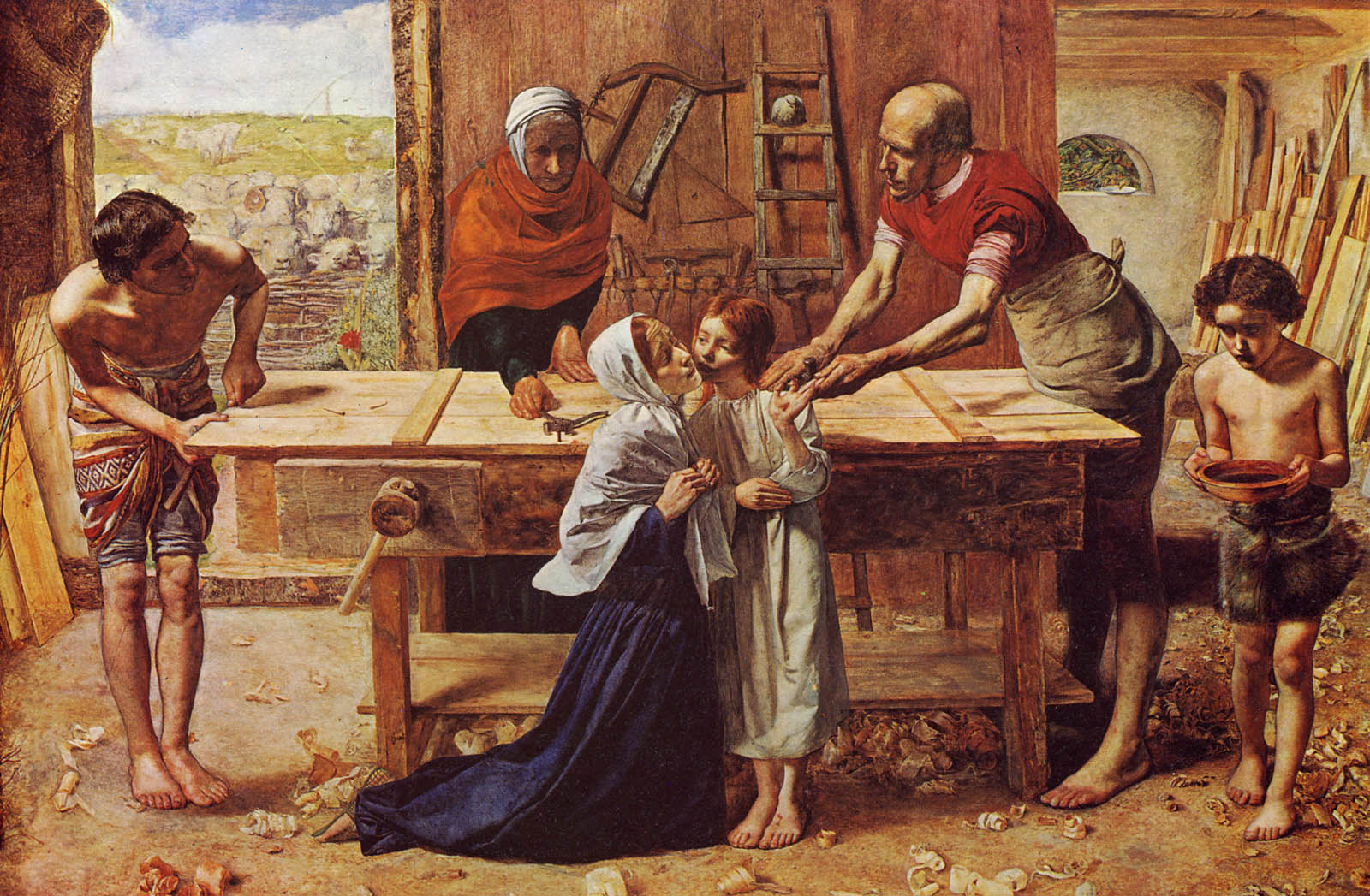
John Everett Millais verk Jesus i sina föräldrars hus från 1850.

- Jean-Baptiste Camille Corot – Une Matinée
- Daniel Huntington – Feckenham in the Tower
- Sir John Everett Millais – Jesus i sina föräldrars hus

## Födda
- 1 januari – Per Hasselberg (död 1894), svensk skulptör.
- 10 januari – John Wellborn Root (död 1891), amerikansk arkitekt.
- 27 januari – John Collier (död 1934), brittisk målare.
- 27 februari – Henry E. Huntington (död 1927), amerikansk konstsamlare.
- 9 mars – Sir Hamo Thornycroft (död 1925), brittisk skulptör.
- 19 april – Edward John Gregory (död 1909), brittisk målare.
- 24 april – Alfred Thörne (död 1916), svensk målare.
- 26 april – Harry Bates (död 1899), engelsk skulptör.
- 8 maj – José Ferraz de Almeida Júnior (död 1899), brasiliansk målare.
- 22 maj – Hildegard Thorell (död 1930), svensk målare och tecknare.
- 26 maj – Amélie Lundahl (död 1914), finlandssvensk bildkonstnär.
- 2 juni – Friedrich August von Kaulbach (död 1920), tysk målare.
- 12 juni – Carl Skånberg (död 1883), svensk målare.
- 20 juli – Ferdinand Stoopendaal (död 1930), svensk-amerikansk konstnär.
- 23 september – Alfred Boucher (död 1934), fransk skulptör.
- 29 september – George Hitchcock (död 1913), amerikansk målare.
- 1 oktober – Thorvald Rasmussen (död 1919), svensk målare, tecknare och vykortskonstnär.
- 12 november – Edmund Hellmer (död 1935), österrikisk skulptör.
- 15 november – Victor Laloux (död 1937), fransk arkitekt.
- 22 november – Georg Dehio (död 1932), tysk konsthistoriker.
- 28 november – Robert Koehler (död 1917), tysk målare.
- 11 december – Julius Kronberg (död 1921), svensk konstnär.
- 21 december – Lluís Domènech i Montaner (död 1923), katalansk arkitekt.
- 25 december – Florence Griswold (död 1937), amerikansk museiintendent.
- 31 december – John Wycliffe Lowes Forster (död 1938), kanadensisk porträttmålare.

## Avlidna
- 20 januari
  - Lorenzo Bartolini (född 1777), italiensk skulptör.
  - Theodor Mohme (född 1795), svensk-norsk konstnär.
- 27 januari – Johann Gottfried Schadow (född 1764), tysk skulptör.
- 23 februari – William Allan (född 1782), skotsk historiemålare.
- 15 april – Jules Robert Auguste (född 1789), fransk impressionistisk målare.
- 16 april – Madame Marie Tussaud (född 1761), fransk vax-skulptör.
- 22 juli – Vicente López y Portaña (född 1772), spansk målare.
- 13 augusti – Sir Martin Archer Shee (född 1769), brittisk porträttmålare.
- 15 augusti – Johann Werner Henschel (född 1782), tysk skulptör.
- 2 oktober – Sarah Biffen (född 1784), engelsk handikappad målare.
- okänt datum
  - Jean Broc (född 1771), fransk målare.
  - Francis Hervé (född 1781), fransk målare.
  - Richard James Wyatt (född 1795), engelsk skulptör.
  - Fei Danxu (född 1801), kinesisk målare under Qingdynastin.